# Fucecchio
Fucecchio är en ort och kommun i storstadsregionen Florens, innan den 31 december 2014 provinsen Florens, i regionen Toscana i Italien. Kommunen hade 23 082 invånare (2018).